# Базих
Базих (Basich) е хунски вожд от 5 век сл. Хр. Според историкът Приск (фрагмент 8) той предприема неуспешно нападение срещу персийското Сасанидско царство. По-късно отива на служба при римляните.